# ترنووه پوله
ترنووه پوله (به چکی: Trnové Pole) یک منطقهٔ مسکونی در جمهوری چک است که در شهرستان زنویمو واقع شده‌است. ترنووه پوله ۴٫۴۳ کیلومتر مربع مساحت و ۱۲۶ نفر جمعیت دارد و ۱۹۱ متر بالاتر از سطح دریا واقع شده‌است.